# Antraciet (kleur)
Antraciet is een kleur grijs met hexadecimale kleurcode #293133. Het is een donkere tint van cyaan. In het RGB-kleurmodel bestaat #293133 uit 16,08% rood, 19,22% groen en 20% blauw. In de HSL-kleurruimte heeft #293133 een tint van 192 graden, 10,87% verzadiging en 18,04% lichtheid.
primaire kleur · secundaire kleur · tertiaire kleur · complementaire kleur · kleurencirkel · partitieve kleurmenging · kleurcontrast · kleurtemperatuur

kleurcodering · kleurruimte · CIELAB · CMYK · HSL/HLS · HSV/HSB · HTML-kleuren · NCS · Pantone PMS · RAL · RGB · YIQ · YUV · YPbPr